# Campeonato AMA Pro SuperSport
El Campeonato AMA Pro SuperSport es la tercera división del Campeonato de la AMA Pro de Superbikes utilizan motos con cilindradas de 600c.c. según lo estipultado por la Asociación Americana de Motociclismo, AMA, que tuvo lugar a partir de su creación en 1988.
La Asociación Americana de Motociclismo, AMA se basa en un gremio de clubes miembros, socios y promotores que arman los eventos de motociclismo más competitivos y recreativos que cualquier otra persona en el país. El Daytona Motorsports Group posee y gestiona el Campeonato AMA Pro SuperSport. En el Campeonato AMA Pro SuperSport, los motociclistas alcanzan velocidades de más de 160 millas por hora, más una carrera de velocidad de en un recorrido de 40 millas. Desde el 2009, al serie se dividió en dos sub divisiones, la división Este y la División Oeste, concediendo dos ganadores por temporada.

## Últimos Campeones Recientes
| Temporada | Campeón                                | Campeón                                |
| --------- | -------------------------------------- | -------------------------------------- |
| 2007      | Roger Lee Hayden                       | Roger Lee Hayden                       |
| 2008      | Ben Bostrom                            | Ben Bostrom                            |
| Temporada | Campeón División Este y División Oeste | Campeón División Este y División Oeste |
| 2009      | Este: Josh Day                         | Oeste: Ricky Parker                    |
| 2010      | Este: J. D. Beach                      | Oeste: Joey Pascarella                 |
| 2011      | Este: James Rispoli                    | Oeste: David Gaviria                   |
| 2012      | Este: Jake Lewis                       | Oeste: James Rispoli                   |
| 2013      | Este: Corey Alexander                  | Oeste: Tomas Puerta                    |